# Michael Schweizer (cyclisme, 1991)
Pour les articles homonymes, voir Michael Schweizer et Schweizer.
Michael Schweizer est un coureur cycliste allemand né le 5 juillet 1991, membre de l'équipe KED-Stevens Berlin.

## Palmarès en cyclo-cross

### Victoires
- 2006-2007
  -  Champion d'Allemagne de cyclo-cross débutants
- 2008-2009
  -  Champion d'Allemagne de cyclo-cross juniors
- 2011-2012
  -  Champion d'Allemagne de cyclo-cross espoirs